# Anidolyta
Anidolyta is een geslacht van weekdieren uit de  familie van de Umbraculidae.

## Soorten
- Anidolyta duebenii (Lovén, 1846)
- Anidolyta spongotheras (Bertsch, 1980)